# Mecas sericeus
Mecas sericeus är en skalbaggsart som beskrevs av Thomson 1864. Mecas sericeus ingår i släktet Mecas och familjen långhorningar. Inga underarter finns listade i Catalogue of Life.